# Камешница (Бабушкинский район)
Камешница — упразднённая деревня в Бабушкинском районе Вологодской области России.

## География
Урочище находится в юго-восточной части области, в подзоне южной тайги, к югу от реки Ронгаш, на расстоянии примерно 14 километров (по прямой) к юго-востоку от села имени Бабушкина, административного центра района.

### Климат
Климат характеризуется как умеренно континентальный, с продолжительной холодной зимой и умеренно тёплым летом. Среднегодовая температура воздуха — +1,8 °C. Средняя температура воздуха самого холодного месяца (января) — −13,1 °C (абсолютный минимум — −46 °C), средняя температура самого тёплого (июля) — +17 °С (абсолютный максимум — +37 °С). Вегетационный период длится 115 дней. Среднегодовое количество атмосферных осадков составляет 659 мм, из которых около 460 мм выпадает в период с апреля по октябрь. В течение года господствуют ветры юго-западного направления.

## История
В «Списке населенных мест Вологодской губернии по сведениям 1859 года» населённый пункт упомянут как казённая деревня Дурачиха Тотемского уезда, расположенная при речке Каменнице, в 50 верстах от уездного города. В деревне имелось 10 дворов и проживало 76 человек (26 мужчин и 50 женщин).
По данным 1926 года в деревне имелось 47 хозяйств и проживало 213 человек (99 мужчин и 114 женщин).
В 1940 году Дурачиха являлась частью Введенского сельсовета Леденгского района. По состоянию на 1 января 1973 года входила в состав Введенского сельсовета Бабушкинского района.